# Montgru-Saint-Hilaire
Montgru-Saint-Hilaire es una comuna francesa situada en el departamento de Aisne, de la región de Alta Francia.
Los habitantes se llaman Montgruains y Montgruaines.

## Demografía
| 39 | 42 | 25 | 25 | 37 | 40 | 34 | 34 |
| Para los censos de 1962 a 1999 la población legal corresponde a la población sin duplicidades (Fuente: INSEE [Consultar]) |    |    |    |    |    |    |    |